# روضة بشارة عطا الله
روضة بشارة عطا الله (1953 - 2013)، طبيبة فلسطينية، لعبت دورًا اجتماعيًا ووطنيًا وثقافيًا رياديًا منذ مطلع الثمانينات إذ شاركت في إقامة وتأسيس أول حضانة أطفال في المجتمع العربيّ في سنة 1980، وهي شقيقة السياسي عزمي بشارة.

## حياتها
ولدت روضة في مدينة الناصرة، أكملت تعليمها الثانوي في المدرسة المعمدانية بالمدينة عام 1971. ثم التحقت بأكاديمية طب الأسنان في صوفيا، حيث درست وتخرجت منها عام 1979. عملت مديرة مدرسة مساعدي أطباء الأسنان 1985-1992.
منذ أن تولت إدارة وقيادة جمعية الثقافة العربية في عام 2000، ترجمت رؤيتها إلى العديد من المشاريع والمبادرات التي تركت أثرًا بارزًا في المجتمع. فقد أنجزت مشروع المنح الدراسية الذي قدم مئات المنح للطلاب الجامعيين منذ عام 2007، ما أسهم في دعم التعليم العالي وتعزيز فرص الشباب. كما اهتمت بنشر ما أطلقت عليه "معرفة الوطن من خلال التنظيم"، حيث نظمت الجمعية رحلات إلى الجذور في ذكرى النكبة، لتعزيز وعي الأجيال الشابة بتاريخهم وهويتهم الوطنية.
أولت الدكتورة روضة اهتمامًا خاصًا باللغة العربية والأدب، رافعة شعار "لغتي هويتي". ومن خلال هذا الاهتمام، نظمت الجمعية مؤتمرات وندوات ركزت على أزمة تدريس اللغة العربية، بهدف الحفاظ على الهوية الثقافية وتعزيز مكانة اللغة. بالإضافة إلى ذلك، اهتمت بالعمارة والهوية، وأطلقت منتدى المعماريين الذي نظم مؤتمرات وندوات تناولت هذا الموضوع بعمق.
من بين إنجازاتها المهمة، نجحت الدكتورة في تجنيد الدعم ووضع الأسس والمخطط المعماري لإقامة المركز الثقافي العربي متعدد الأهداف في مدينة حيفا، وهو مشروع طموح يعكس رؤيتها لدور الثقافة في بناء المجتمع. إلى جانب ذلك، لعبت دورًا مركزيًا كعضو في اللجنة المركزية والمكتب السياسي للتجمع، حيث أسهمت بفاعلية في صياغة السياسات والقرارات التي تعزز العمل الوطني والثقافي. 

### النشاط السياسي والثقافي
برزت في النشاط السياسي خلال عملها في اللجنة المركزية والمكتب السياسي في حزب التجمع الوطني الديمقراطي، وترأست كذلك عام 2000- 2003 إدارة جمعية الثقافة العربية نفّذت خلاله عشرات المشاريع الهادفة إلى الحفاظ على الهويّة الوطنيّة والثقافيّة واللّغة العربيّة ونشر الفكر الديمقراطيّ وكذلك بين الأعوام 2005-2013. وكذلك كانت مسؤولة عن الحركة الطلّابية في التجمع لسنوات.
افتتحت في حيفا مكتبة جمعت فيها كتبا للإصدارات العربية في الوطن العربي حوت المكتبة كتبا في التاريخ الاجتماع العلوم والأدب كان اسمها «الدارة»، والتي كانت قبلة المثقفين والطلّاب والباحثين العرب، وكذلك كانت مهتمة بتجشيع الثقافة وتعزيز سلوك القراءة من خلال مسابقة في المطالعة والإلقاء الشعري حيث يجتمع فيها طلّاب المدارس الثانوية لإلقاء الشعر العربي والفلسطيني ومناقشة كتاب قرأوه مع اللجنة وكذلك ربطت المنحة التعليمية لطلّاب الجامعات مع القراءة وحلقات قراءة في الجامعات ورحلات وجولات تثقيفية لمدن وقرى فلسطينية وبذلك كان الكتاب دائما في الصدارة.

## انجازات
ترجمت الدكتورة روضة رؤيتها منذ توليها إدارة جمعية الثقافة العربية في عام 2000، ومن خلال مسؤولياتها في حزب التجمع الوطني الديمقراطي، إلى إنجازات ثقافية وتربوية بارزة. ركزت جهودها على دعم الشباب والناشئة وتعزيز الوعي الثقافي والهوية الوطنية، بالتوازي مع العمل على تطوير النخب الثقافية من أدباء وفنانين وباحثين.
تميزت مشاريع الدكتورة بالتركيز على العلاقة بين الهوية ومكونات الثقافة، وكانت أبرزها مشروع "المناهج والهوية"، الذي كشف التشويه اللغوي في المناهج الدراسية وأكد أهمية الاستقلالية الثقافية. كما أطلقت مشروع المنح الدراسية منذ عام 2007، والذي دعم مئات الطلاب الجامعيين وشمل أنشطة تعزز الهوية الوطنية والرواية التاريخية.
إلى جانب ذلك، نظمت الدكتورة "رحلات إلى الجذور" في ذكرى النكبة، وأصدرت كتابًا وموقعًا إلكترونيًا تحت عنوان "وتشهد الجذور"، موثقة فيه معالم الوطن. كما أطلقت المخيم الصيفي "هذه بلادي"، لتعريف الطلاب الثانويين ببلادهم.
أولت الدكتورة اهتمامًا خاصًا باللغة العربية من خلال شعار "لغتي هويتي". نظمت مؤتمرات وندوات حول أزمة تدريس العربية، وفعاليات مثل مهرجان "لغتي هويتي" في عكا، ومسابقات أدبية مثل "وخير جليس". كما بادرت إلى صياغة قانون يلزم استخدام العربية في اللافتات بالبلدات العربية.
في مجال الفنون، أسست فرقة "ليالي الشرق"، ونظمت مهرجان السينما الفلسطيني، ومعارض للتصوير الفوتوغرافي ومهرجانات لإحياء ذكرى النكبة. كما أطلقت منتدى المعماريين، ونظمت مؤتمرات ودورات تناولت العلاقة بين العمارة والهوية.
نجحت الدكتورة في تجنيد الدعم ووضع الأسس لإقامة المركز الثقافي العربي متعدد الأهداف في حيفا، الذي كان يمثل حلمها الأكبر ليكون مركزًا للحركة الثقافية في الداخل الفلسطيني.
سياسيًا، لعبت دورًا مركزيًا كعضو في اللجنة المركزية للتجمع ومديرة لمخيمات الهوية الصيفية. كما نظمت المهرجانات الجماهيرية وأدارت الحملة الانتخابية البرلمانية لعام 2009.

## وفاتها
توفيت في 29 ديسمبر 2013 وشيع جثمانها  في كنيسة القدّيس جوارجيوس للروم الأرثوذكس في كفر ياسيف ووريت الثرى في مقبرة اقرث.